# Arvernus
Dans la religion gallo-romaine, Arvernus ou Arvernos était le nom du dieu tutélaire des Arvernes ainsi qu'une épithète du Mercure gaulois. Bien que le nom se réfère aux Arverni, sur le territoire duquel Mercure avait un important sanctuaire au Puy-de-Dôme, dans le Massif central, toutes les inscriptions à Mercure Arvernus se trouvent plus loin le long de la frontière rhénane.

## Onomastique

### Étymologie
Le nom, comme le nom des Arverni et de l'Auvergne, semble dériver d'un adjectif composé proto-celtique * φara-werno-s 'devant les aulnes.

### Variantes
Le nom similaire Mercurius Arvernorix, « roi des Arvernes », est également enregistré une fois. Comparable également est le titre de Mercure Dumiatis ('du Puy-de-Dôme'), trouvé sur le territoire des Arvernes.